# Хажыев, Гунан
Гунан Хажыев (1917 год — дата смерти неизвестна) — бригадир хлопководческой бригады колхоза «Искра» Куня-Ургенчского района Ташаузской области, Туркменская ССР. Герой Социалистического Труда (1971).
Бригада Гунана Хажыева досрочно выполнила личные социалистические обязательства и производственные задания Восьмой пятилетки (1966—1970) по сдаче государству хлопка-сырца. 8 апреля 1971 года Указом Президиума Верховного Совета СССР удостоен звания Героя Социалистического Труда «за выдающиеся успехи, достигнутые в развитии сельскохозяйственного производства и выполнении пятилетнего плана продажи государству продуктов земледелия и животноводства» с вручением ордена Ленина и золотой медали Серп и Молот.